# Gösenroth
Gösenroth település Németországban, Rajna-vidék-Pfalz tartományban. Lakosainak száma 234 fő (2023. december 31.). Gösenroth Sohrschied és Schwerbach községekkel határos.

## Népesség
A település népességének változása:
| Lakosok száma | 244  | 250  | 235  | 239  | 238  | 234  |
|               | 1975 | 2017 | 2019 | 2021 | 2022 | 2023 |